# Arnd Schmitt
Arnd Rüdiger Schmitt (Heidenheim an der Brenz, 1965. július 13. –) olimpiai, világ- és Európa-bajnok német párbajtőrvívó.